# Ślęcin
Ślęcin est une localité polonaise de la gmina de Nagłowice, située dans le powiat de Jędrzejów en voïvodie de Sainte-Croix.